# Preludi i fuga en do sostingut major (BWV 872)
El preludi i fuga en do sostingut major, BWV 872 és el tercer parell de preludis i fugues del segon llibre del clavecí ben temperat de Johann Sebastian Bach, compilat entre 1739 i 1744.
El preludi és un dels pocs que evoca els preludis del primer llibre en el seu disseny arpegiat. A mig camí, Bach trenca la forma que havia establert per a un fugat en ritme ternari, que recorda la 16 de les Variacions Goldberg. La fuga en tres parts és l’oportunitat per a Bach d'introduir nombrosos efectes contrapuntístics sobre el tema: cànon, stretto, augmentació, disminució i inversió.

## Context
El Clavecí ben temperat es considera una de les obres més importants de la música clàssica. Joseph Haydn, Mozart, Beethoven, Robert Schumann, Chopin, Richard Wagner, Claude Debussy, Maurice Ravel, Igor Stravinsky, i molts altres, tant intèrprets com admiradors, la consideren un referent. Hans von Bülow no només la va considerar un preciós monument, sinó que el va nomenar l’Antic Testament, juntament amb les trenta dues sonates de Beethoven, el Nou Testament.
Les partitures, inèdites en vida de l’autor, es van transmetre primer en manuscrits, copiats entre músics (fills i alumnes de Bach, col·legues músics, etc.) fins a finals del segle xviii, amb un èxit considerable. Gràcies a l’edició, a partir de principis del segle xix la seva difusió es va ampliar. Es col·locaven als faristols dels pianistes aficionats i professionals, i s’interpretaven en concert, com era el cas de Chopin, que tocava una pagina per a ell mateix abans de les seves aparicions públiques. L’obra s’ha utilitzat des de Bach fins als nostres dies, no només per a la pràctica del teclat, sinó també per a l’ensenymanet de l’art de la composició o de l’escriptura de fugues.
Cada quadern consta de vintiquatre díptics (preludis i figues) que exploren totes les tonalitats majors i menors en l’ordre de l’escala cromàtica. El terme “temperat” (escala temperada) fa referència a l’afinació dels instruments de teclat, que per a modular en tons distants requereix el descens de les quintes (Re bemoll es fon amb Do sostingut), a l’igual que els acords moderns. D’aquesta manera, l’instrument pot tocar totes les tonalitats. Bach va explotar així les noves tonalitats pràcticament inèdites en la seva època, obrint nous horitzons harmònics.
Els preludis son originals, a vegades propers a la improvisació, vinculats a la tradició de la tocata, la invenció o el preludi arpegiat. Les fugues abarquen una rica gama d’estats anímics, emocions, formes i estructures que reflecteixen alegria, serenitat, passió o dolor, i en les quals es troba tot un món que vibra amb una rica i profunda humanitat6. Algunes d’aquestes contenen varis procediments (stretto, inversions, cànons, etc.), d'altres no, amb gran llibertat i sense cap afany de sistematitzar-les, que va reservar per a la seva gran obra contrapuntística, L’art de la fuga, composta íntegrament en una sola tonalitat, re menor.

## Preludi
Nota: per evitar els dobles sostinguts, els exemples es presenten en re bemoll menor, una tonalitat enharmònica.
El preludi, “un dels més encantadors”, originalment escrit en 4/4, consta de 50 compassos. Es presenta clarament en dues seccions (sense repeticions). Després d'un ritme invariable durant 24 compassos, un acord de dominant marca el canvi de mètrica a 3/8 i d'estat d'ànim, d'un estat contemplatiu a un fugat inesperat a tres veus, indicat Allegro, amb un motiu de fanfàrria. El subjecte de notes conjuntes s'enuncia al llarg dels seus quatre compassos i continua així durant 26 compassos. Quan el subjecte torna a la contralt seguida de la soprano, la fórmula també alimenta una perorata final de semicorxeres al baix, sobre dues octaves primer ascendents i després descendents, abans de la cadència final.

## Fuga
La fuga en tres parts, escrita en 4/4, dura 35 compassos. Té un tema molt compacte, que convergeix en salts inconnexos de corxeres a la dominant, i després de nou en unes poques semicorxeres. Atès que el tema no es completa quan s'introdueix la resposta, i que Bach utilitza constantment les quatre o cinc primeres notes (quaranta-cinc vegades en total), alguns autors redueixen el tema a les cinc primeres notes, o fins i tot a quatre notes. Considerades com la segona secció, les notes que segueixen solen ometre's o ornamentar-se, passant també de la tònica a la dominant. Keller està d'acord que vuit seria la solució més satisfactòria.
El cap del subjecte és objecte immediat d'un tractament canònic acompanyat de la seva inversió. Al compàs sis apareix la primera disminució del cap del subjecte en semicorxeres, que es reutilitza en els compassos 18-19, 33-34. Als compassos 25 i 27, en canvi, Bach presenta el subjecte en augmentació.
L’exposició de la fuga:
Bach multiplica les sortides canòniques amb les quatre o cinc primeres notes. Per exemple, al final del compàs 14, estableix dues sortides d’octava, des del cap del subjecte i la seva inversió. Les cinc notes es responen com un ressò, generant el subjecte i la seva inversió. Seguit pel baix que afegeix brodats a la segona meitat del subjecte. El tenor reprèn el brodat que farà la soprano.

## Orígens
És possible que les primeres versions de les peces fossin concebudes per al primer llibre. Però per a la seva inclusió a la nova col·lecció, Bach va reelaborar les obres considerablement, enriquint el material bàsic. La còpia de Johann Peter Kellner del preludi (BWV 872b; Berlín, P 804) el presenta en do major en acords esquemàtics, que Bach descompon per a la versió definitiva en negres i silenci per al baix, corxeres per al tenor i semicorxeres ininterrompudes compartides entre la soprano i la contralt. Només al compàs 22 del manuscrit deixa la versió antiga en acords.
La fuga només constava de 19 compassos. Bach va afegir els compassos 25 a 30, que contenen el subjecte en augmentació. El subjecte en disminució, però, ja estava a la versió original.

## Manuscrits
Els manuscrits considerats més importants son del propi Bach o d’Anna Magdalena. Son els següents:
- Font «A», British Library Londres (Add. MS. 35 021), compilat entre els anys 1739-1742. Inclou 21 parells de preludis i fugues: falten els de Do sostingut menor, Re major i Fa menor (4, 5 i 12), perduts.
- Font «B», Biblioteca Estatal de Berlín (P 430), còpia datada el 1744, de Johann Christoph Altnikol.
Aquests dos manuscrits es complementen amb la copia de Kellner (P 804), més antiga.

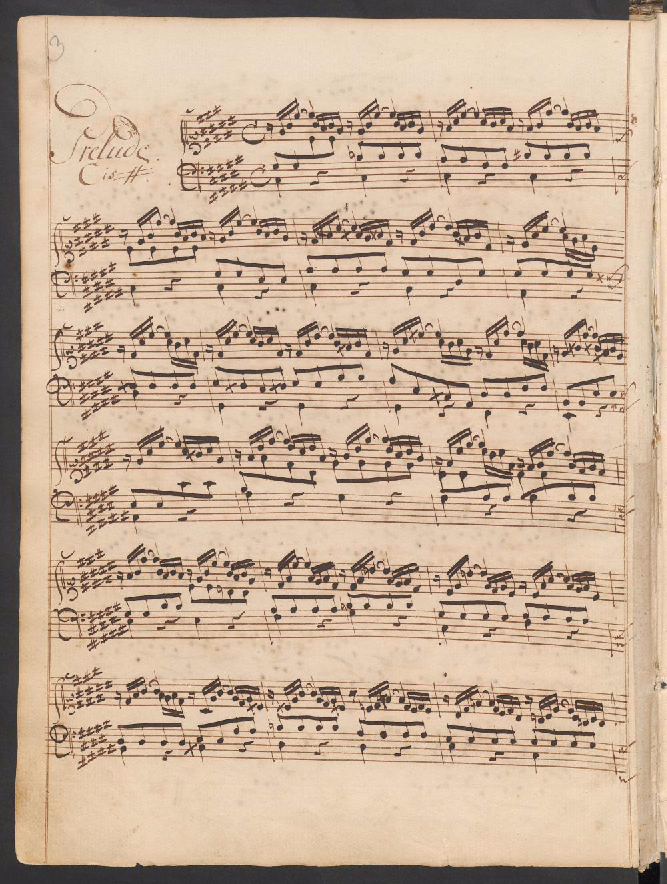
Inici del preludi (Ms. P 430).

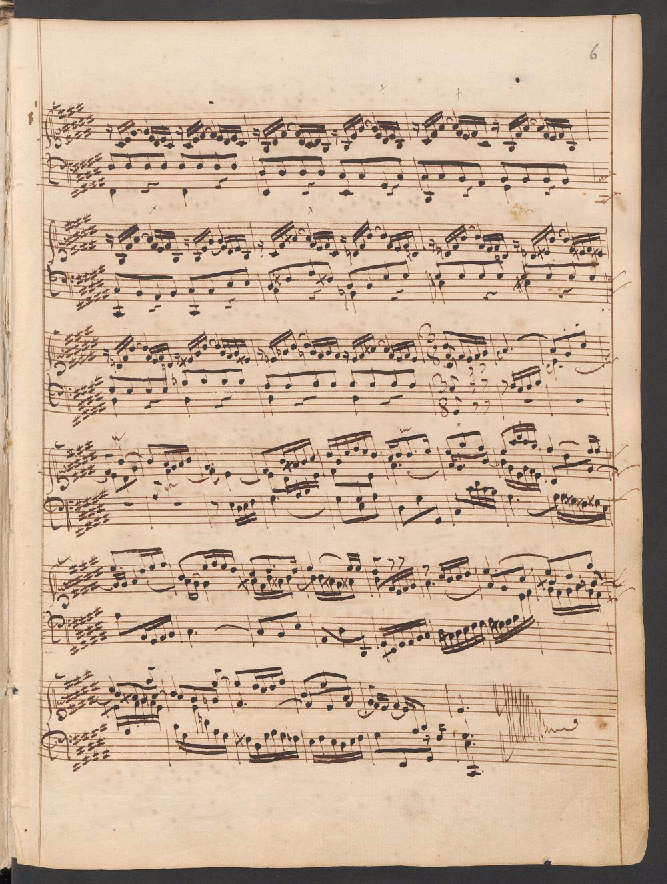
Fi del preludi.

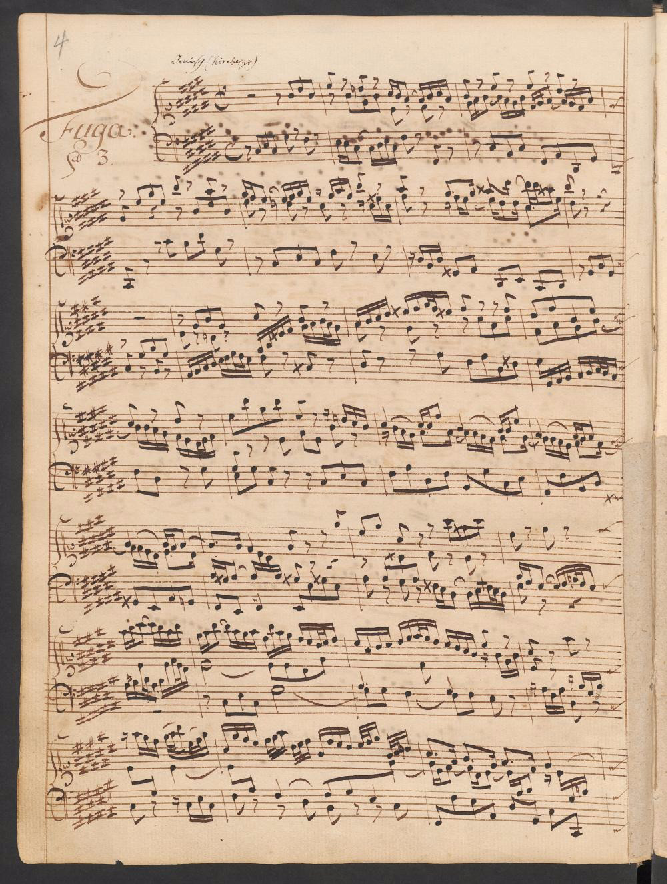
Inici de la fuga (Ms. P 430).

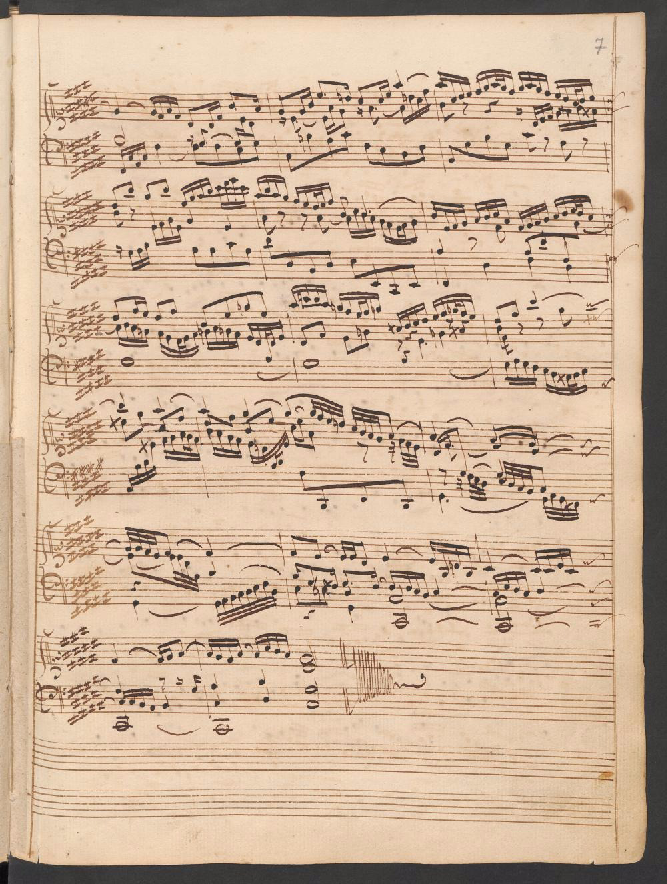
Fi de la fuga

## Altres versions
- Théodore Dubois va realitzar una versió per a piano a quatre mans,[11] publicada el 1914.

## Selecció d’enregistraments
Piano
- Angela Hewitt: Hyperion
- Andras Schiff: Decca & EMC New Series
- Glenn Gould: Sony
- Tatiana Nikolaeva: JVC
- Daniel Barenboim: Warner
- Sviatoslav Richter: RCA Victor
- Edwin Fischer: EMI
- Evgueni Koroliov: Tacet

Clavecí
- Wanda Landowska: RCA Victor
- Gustav Leonhardt: Deutsche Harmonia Mundi
- Scott Ross: Pelléas
- Keith Jarret: llibre II, EMC
- Zuzana Růžičková: Panton
- Kenneth Gilbert: Archiv

Clavicordi
- Ralph Kirkpatrick: Archiv